# Kiowa
Kiowa er en stamme af Amerikas oprindelige folk. I nutiden anerkendes de officielt under navnet Kiowa-stammen fra Oklahoma med basis i Carnegie. Kiowasproget (Cáuijògà), der tilhører tanosprogene, tales stadig. I 2011 fandtes der cirka 12.000 kiowaer.

## Historie
I det 17. og 18. århundrede holdt stammen til i den sydvestlige del af det nuværende Montana. Her hjalp crowerne dem med overgangen fra et liv i Rocky Mountains’ bjergdale til en ny tilværelse på prærien.:65 
Med anskaffelsen af heste cirka 1680 startede kiowaerne på en årelang og etapevis folkefærd mod syd. Den bragte dem først omkring Devils Tower, Wyoming, og siden til Black Hills i South Dakota. :10  Kiowaerne regner med, at de omkring 1765 kom i besiddelse af deres helligste genstand, Tay-May, der er stammens soldansdukke. Den er en kopi af en crowdukke, som en arapaho bragte med, da han giftede sig ind i stammen.:31  Kiowaerne drog videre sydpå til Rocky Mountains i Colorado og til slut ned på Great Plains i begyndelsen af det 19. århundrede. En lille vennestamme, prærie-apacherne eller kiowa-apacherne, fulgte dem hele vejen. :6  Sammen opererede de snart i et udstrakt område fra dybt inde i Mexico syd for deres kerneområde til South Dakota i nord.:271  Stammen ernærede sig ved bisonjagt.
På den sydlige prærie udkæmpede kiowaerne slag med comancherne til 1790. :16 
Massakren på en kiowalejr i 1833 begået af osagekrigere huskes som Cut-throat massakren. Angriberne skar hovederne af deres ofre og smed dem i lejrens gryder. Osagerne erobrede samtidig Tay-May. Kiowaerne kunne først danse soldans, da de fik dukken tilbage i 1835. :33  Som følge af høvding Adates ubesindige lederskab op til massakren afløste Dohasan (Little Bluff) ham. :138  Han bevarede posten som øverste høvding frem til 1866. :262 
I 1838 massakrerede cheyennerne og arapahoerne en fælles lejr kiowaerne, kiowa-apacher og comancher i Oklahoma. Kiowaerne forberedte årets soldans, som de måtte opgive på grund af de mange dræbte.:139  :79-82  To år senere indgik de involverede stammer en varig fred. :16  :42 
Kiowaerne kæmpede fra tid til anden mod både pawnees, ute- , sauk- og foxindianere samt navahoer og tonkawaer.:37  Vintertællingerne ført af kiowaer rummer mange henvisninger til krigere, der enten døde på slagmarken eller vendte hjem i triumf efter kampe med fjendtlige indianere.:147-153  
Som et præriefolk rigt på heste forsynede kiowaerne længe flere stammer langt nordpå, blandt andre arikaraerne, med ridedyr i bytte for især majs og andre afgrøder.:8  :21 . De byttede sig til eftertragtede europæiske varer i forskellige handelsposter, da disse blev opført tæt på kiowaerne i tiden efter 1830.:68 
Tidligere ukendte sygdomme bragt med af europæerne ramte kiowaerne med års mellemrum. I 1839 nåede en omfattende koppeepidemi for eksempel stammen, mens flere døde af kolera i 1849.:274 og 290 
Kiowakrigere angreb tidligt hvide bebyggelser i Mexico.:16  Med øget gennemrejse ad Santa Fe Trail og indvandring af amerikanere i og omkring kiowaernes centrale områder kom det til sammenstød mellem de to grupper. I november 1864 måtte Kit Carson trække sin styrke af både frivillige hvide og indianske spejdere fra jicarilla apacherne og uterne tilbage efter et mislykket angreb på en lejr kiowaer og comancher ved Canadian River.:30  :163  I 1867 blev kiowaerne tvangsflyttet til et reservat i det sydvestlige Oklahoma. Efter de sidste kampe i 1875 deporterede amerikanerne en gruppe kiowaer til Fort Marion i Florida.:254-259 